# Malek Jaziri
Malek Jaziri (Túnis, 20 de janeiro de 1984) é um tenista profissional tunisiano.

## Carreira
Encerrou o ano de 2011 como o número 118 do mundo.

### Rio 2016
Em simples, ele perdeu na primeira rodada para o francês Jo Wilfried Tsonga, por 6-4, 5-7 e 3-6.